# Aerolineas de Baleares
Aerolineas de Baleares of AeBal was een Spaanse luchtvaartmaatschappij met haar thuisbasis in Palma de Mallorca.
In 2009 was de naam veranderd in Quantum Air. Quantum Air werd in 2010 opgeheven. 

## Geschiedenis
Aerolineas de Baleares is opgericht in 2000 door Spanair.

## Vloot
De vloot van Aerolineas de Baleares bestaat uit:(augustus 2007)
- 5 Boeing B717-200